# Знаменка (Белебеївський район)
Зна́менка (рос. Знаменка, башк. Знаменка) — село у складі Белебеївського району Башкортостану, Росія. Адміністративний центр Знаменської сільської ради.
Населення — 1879 осіб (2010; 2043 в 2002).
Національний склад:
- росіяни — 70 %